# 마리야 마지나
마리야 발레리예브나 마지나(러시아어: Мари́я Вале́рьевна Мази́на, 1964년 4월 18일~)는 러시아의 펜싱 선수, 지도자로 주 종목은 에페이다. 1996년 하계 올림픽에서 여자 에페 단체전 동메달을 획득했고 2000년과 2004년 하계 올림픽에서 여자 에페 단체전 금메달을 획득했다. 또한 세계 선수권 대회에서 금메달 1개, 동메달 3개를 획득했다.